# Contea di She (Hebei)
La contea di She (涉县S, Shè XiànP) è una contea della Cina, situata nella provincia di Hebei e amministrata dalla prefettura di Handan.